# Stadsdelsnämndsområde

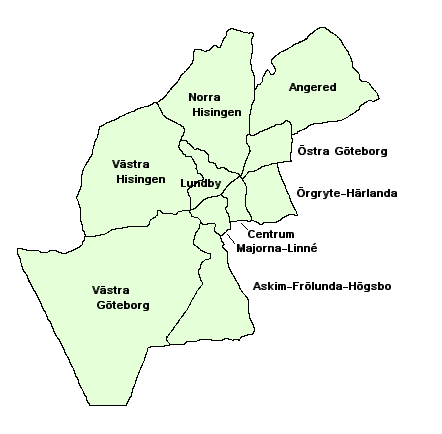
Göteborgs stadsdelsnämnder under perioden 1 januari 2011–31 december 2020.

Stadsdelsnämndsområde var ett administrativt, geografiskt område som styrdes av en Stadsdelsnämnd (SDN) inom Göteborgs kommun. Området administrerades av en Stadsdelsförvaltning (SDF).
Stadsdelsnämnderna och deras områden infördes 1 januari 1990 och var då 21 till antalet. Områdena Frölunda och Högsbo slogs samman 1 januari 2010. Varje stadsdelsnämndsområde bestod av ett eller flera primärområden (oftast motsvarande stadsdelar). Den 1 januari 2011 slogs stadsdelsnämndsområdena ihop till 10 stycken. Stadsdelsnämnderna avvecklades vid årsskiftet 2020/2021 och ersattes med sex facknämnder och indelning i sex stadsområden (SO). Göteborg indelas sedan tidigare i 83 stadsdelar.
Inom Stockholms kommun motsvaras beteckningen stadsdelsnämndsområde av beteckningen stadsdelsområde, och primärområde motsvaras av stadsdel.
I stadsdelsnämndens uppdrag ingick att nämnden skulle tillhandahålla viss kommunal service till invånarna som:
- lokal fritidsverksamhet
- bibliotek, lokal kulturverksamhet
- sociala insatser (individ- och familjeomsorg)
- insatser för funktionshindrade
- hemsjukvård
- äldreomsorg

Fram till sommaren 2018 ingick även ansvaret för förskola och grundskola i nämndernas ansvarsområde, men fördes då över till nya centrala nämnder.
Stadsdelsnämnden arbetade även med demokrati-, hälso- och miljöfrågor.
Den 21 november 2019 fattade kommunfullmäktige beslut om att avveckla stadsdelsnämnderna från och med den 1 januari 2021.